# Joachim Wenthin
Joachim Wenthin (* 10. Dezember 1778 in Emden; † 1857) war ein deutscher Orgelbauer.

## Leben und Werk
Sein Vater war der in Ostfriesland sehr bekannte Orgelbauer Johann Friedrich Wenthin. Eine Inschrift an der Balgplatte der Orgel in Groothusen weist darauf hin, dass Joachim als Mitarbeiter an dem Bau beteiligt war.
Joachim Wenthin wurde am 30. Dezember 1808 Bürger von Emden und führte ab etwa 1805 die Werkstatt seines Vaters erfolgreich weiter. Über ein Jahrzehnt erfolgten zunächst Wartungsarbeiten an Orgeln in Ostfriesland. Als er 1816 das Angebot für einen Orgelneubau in der Emder Neuen Kirche erhielt, lehnte er aus Überlastung ab. Wenthin verlagerte den Betrieb zusehends ins Emsland und nach Tecklenburg und war dort auch ab etwa 1820 wohnhaft. Ab 1840 arbeitete er mit dem Geschäftsteilhaber W. Meese zusammen. Gemeinsam schufen sie die Orgel in St. Vitus, Bokeloh.

## Werkliste
Folgende Arbeiten Wenthins sind nachgewiesen:
| Jahr      | Ort              | Kirche                    | Bild | Manuale | Register | Bemerkungen |
| --------- | ---------------- | ------------------------- | ---- | ------- | -------- | --- |
| 1805–1806 | Emden            | Kath. Kirche              |      | I/p     | 10       | gemeinsam mit seinem Vater unter Verwendung älteren Materials der Vorgängerorgel von Johann Friedrich Constabel (1754); 1936 durch Neubau von Franz Breil ersetzt, der altes Material verwandte; 1944 zerstört |
| 1807      | Lotte            | Evangelische Kirche Lotte |      |         |          | |
| 1816      | Niehove          | Kerk van Niehove          |      | I/p     | 11       | 1557 ursprünglich von Andreas de Mare für Uithuizermeeden gebaut, 1781 nach Uithuizen (kath. Kirche) verkauft; Neubau durch Wenthin unter Verwendung alter Register; 1843 und 1850 Veränderungen durch Geert Pieters Dik; 1861 in die Jacobuskerk Uithuizen und 1908 nach Niehove überführt; zum großen Teil erhalten |
| 1817      | Halverde         | St. Peter und Paul        |      | I/p     | 8        | um 1870 auf II/P/18 erweitert |
| 1830      | Thuine           | St. Georg                 |      | I/P     | 12       | erhalten |
| 1841      | Holte-Lastrup    | Kath. Pfarrkirche         |      |         |          | |
| 1845      | Bokeloh (Meppen) | St. Vitus                 |      |         |          | |